# Dywizje grenadierów ludowych

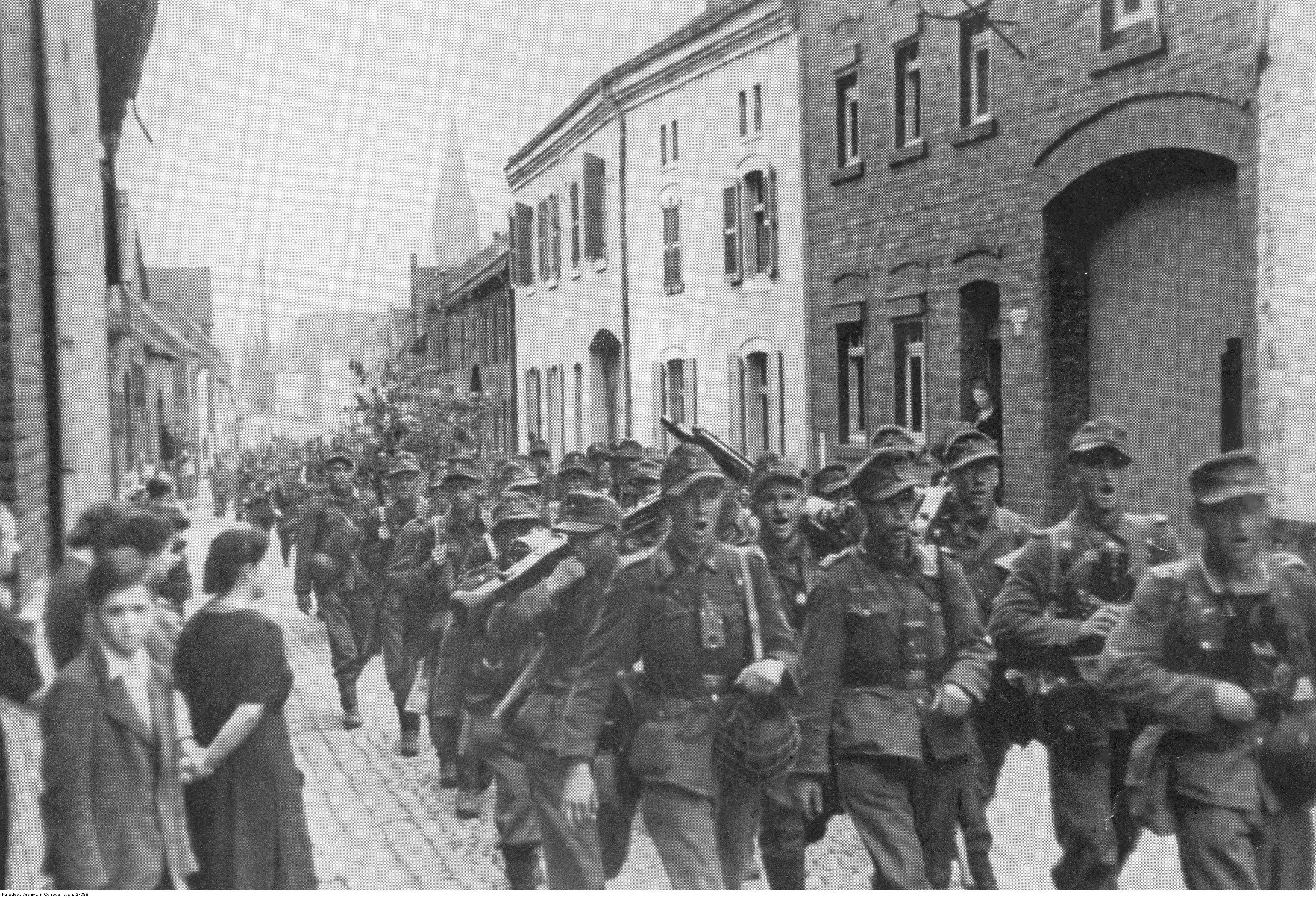
Dywizja grenadierów ludowych w marszu ze śpiewem na ustach przez nierozpoznaną miejscowość, 1944

Dywizje grenadierów ludowych (Volksgrenadier-Divisionen) – formacje Wehrmachtu tworzone od połowy 1944 roku.
Dywizje grenadierów ludowych zaczęto tworzyć w połowie 1944 roku i choć miały one skład zbliżony do typowej dywizji piechoty i podlegały dowództwu Wehrmachtu, to na podstawie rozkazu Głównego Urzędu SS (SS-Führungshauptamt) z dnia 17 lipca 1944 roku właśnie SS odpowiadało za dobór kadry oficerskiej i podoficerskiej do tych oddziałów. Zgodnie z tym rozkazem stanowiska dowódcze w tych jednostkach mieli obsadzać ludzie deklarujący związek z narodowym socjalizmem. Całe składy osobowe podlegały także przepisom dyscyplinarnym i sądowym SS, a kadra dowódcza mogła być przenoszona na stanowiska wyłącznie do jednostek Waffen-SS. Dywizje tworzone zgodnie z tym rozkazem otrzymały przydomek „ludowy” (volks) co miało być wyróżnikiem podkreślającym ich przywiązanie dla idei narodowego socjalizmu.
Można je podzielić na 2 kategorie:
- dywizje piechoty szczególnie zasłużone w walkach, które otrzymały nową nazwę, np. 12 Dywizja Grenadierów Ludowych,
- dywizje zdziesiątkowane na różnych frontach, wzmocnione rekonwalescentami, rekrutami, personelem Luftwaffe i Kriegsmarine.

Organizowane były do działań ofensywnych, każdy z 3 pułków liczył 2 bataliony, dlatego były mniej liczne niż dywizje piechoty. Dywizje grenadierów ludowych były jednak znacznie lepiej wyposażone w broń automatyczną (z założenia w dywizjach grenadierów ludowych karabiny szturmowe miały całkowicie zastąpić karabiny, co w praktyce okazało się niemożliwe do zrealizowania), a artyleria dywizyjna była w znacznym stopniu zmotoryzowana. Ich minusem były niedobory sprzętowe i brak doświadczenia części żołnierzy.
Ich debiut nastąpił podczas ofensywy w Ardenach.
Ogółem utworzono 79 dywizji grenadierów ludowych.
- 6 Dywizja Grenadierów Ludowych
- 9 Dywizja Grenadierów Ludowych
- 12 Dywizja Grenadierów Ludowych
- 16 Dywizja Grenadierów Ludowych
- 18 Dywizja Grenadierów Ludowych
- 19 Dywizja Grenadierów Ludowych
- 22 Dywizja Grenadierów Ludowych
- 26 Dywizja Grenadierów Ludowych
- 31 Dywizja Grenadierów Ludowych
- 36 Dywizja Grenadierów Ludowych
- 45 Dywizja Grenadierów Ludowych
- 46 Dywizja Grenadierów Ludowych
- 47 Dywizja Grenadierów Ludowych
- 61 Dywizja Grenadierów Ludowych
- 62 Dywizja Grenadierów Ludowych
- 78 Dywizja Grenadierów Ludowych
- 79 Dywizja Grenadierów Ludowych
- 167 Dywizja Grenadierów Ludowych
- 183 Dywizja Grenadierów Ludowych
- 211 Dywizja Grenadierów Ludowych
- 212 Dywizja Grenadierów Ludowych
- 246 Dywizja Grenadierów Ludowych
- 256 Dywizja Grenadierów Ludowych
- 257 Dywizja Grenadierów Ludowych
- 271 Dywizja Grenadierów Ludowych
- 272 Dywizja Grenadierów Ludowych
- 276 Dywizja Grenadierów Ludowych
- 277 Dywizja Grenadierów Ludowych
- 320 Dywizja Grenadierów Ludowych
- 326 Dywizja Grenadierów Ludowych
- 337 Dywizja Grenadierów Ludowych
- 340 Dywizja Grenadierów Ludowych
- 347 Dywizja Grenadierów Ludowych
- 349 Dywizja Grenadierów Ludowych
- 352 Dywizja Grenadierów Ludowych
- 361 Dywizja Grenadierów Ludowych
- 363 Dywizja Grenadierów Ludowych
- 462 Dywizja Grenadierów Ludowych
- 541 Dywizja Grenadierów Ludowych
- 542 Dywizja Grenadierów Ludowych
- 544 Dywizja Grenadierów Ludowych
- 545 Dywizja Grenadierów Ludowych
- 547 Dywizja Grenadierów Ludowych
- 548 Dywizja Grenadierów Ludowych
- 549 Dywizja Grenadierów Ludowych
- 551 Dywizja Grenadierów Ludowych
- 553 Dywizja Grenadierów Ludowych
- 558 Dywizja Grenadierów Ludowych
- 559 Dywizja Grenadierów Ludowych
- 560 Dywizja Grenadierów Ludowych
- 561 Dywizja Grenadierów Ludowych
- 562 Dywizja Grenadierów Ludowych
- 563 Dywizja Grenadierów Ludowych
- 564 Dywizja Grenadierów Ludowych
- 565 Dywizja Grenadierów Ludowych
- 566 Dywizja Grenadierów Ludowych
- 567 Dywizja Grenadierów Ludowych
- 568 Dywizja Grenadierów Ludowych
- 569 Dywizja Grenadierów Ludowych
- 570 Dywizja Grenadierów Ludowych
- 571 Dywizja Grenadierów Ludowych
- 572 Dywizja Grenadierów Ludowych
- 573 Dywizja Grenadierów Ludowych
- 574 Dywizja Grenadierów Ludowych
- 575 Dywizja Grenadierów Ludowych
- 576 Dywizja Grenadierów Ludowych
- 577 Dywizja Grenadierów Ludowych
- 578 Dywizja Grenadierów Ludowych
- 579 Dywizja Grenadierów Ludowych
- 580 Dywizja Grenadierów Ludowych
- 581 Dywizja Grenadierów Ludowych
- 582 Dywizja Grenadierów Ludowych
- 583 Dywizja Grenadierów Ludowych
- 584 Dywizja Grenadierów Ludowych
- 585 Dywizja Grenadierów Ludowych
- 586 Dywizja Grenadierów Ludowych
- 587 Dywizja Grenadierów Ludowych
- 588 Dywizja Grenadierów Ludowych
- 708 Dywizja Grenadierów Ludowych

## Struktura organizacyjna dywizji grenadierów ludowych
(W nawiasach liczba pododdziałów, liczebność oraz wyposażenia w broń zespołową)
- Dowództwo i sztab dywizji
  - pluton kartograficzny
  - pluton żandarmerii
  - Pułk grenadierów (3) (1876 ludzi)
    - kompania sztabowa (10 lekkich karabinów maszynowych)
    - kompania dział piechoty (4 działa piechoty, 8 moździerzy kal. 120 mm, 4 lekkie karabiny maszynowe)
    - kompania przeciwpancerna (54 granatniki przeciwpancerne, 4 lekkie karabiny maszynowe)
    - batalion grenadierów (2) (642-699 ludzi)
      - kompania grenadierów (3) (9 lekkich karabinów maszynowych – w każdej)
      - kompania broni ciężkiej (8 ciężkich karabinów maszynowych, 4 działa piechoty, 6 moździerzy kal. 80 mm)
      - pluton zaopatrzenia (1 lekki karabin maszynowy)

  - kompania fizylierów (rowerowa) (200 ludzi) (2 ciężkie karabiny maszynowe, 8 lekkich karabinów maszynowych, 2 moździerze kal. 80 mm, 2 działa piechoty)
  - Oddział przeciwpancerny (502 ludzi)
    - kompania sztabowa (1 lekki karabin maszynowy)
    - kompania ciężkich dział przeciwpancernych (9 ciężkich działa przeciwpancernych, 9 lekkich karabinów maszynowych)
    - kompania dział szturmowych (14 dział szturmowych, 16 lekkich karabinów maszynowych)
    - kompania samobieżnych dział przeciwlotniczych (9 dział przeciwlotniczych kal. 37 mm, 4 lekkie karabiny maszynowe)

  - Pułk artylerii (1869 ludzi)
    - bateria sztabowa (1 lekki karabin maszynowy)
    - dywizjon artylerii polowej 75 mm
      - bateria sztabowa (2 lekkie karabin maszynowe)
      - bateria armat 75 mm (3) (6 armat kal. 75 mm, 4 lekkie karabiny maszynowe – w każdej)

    - dywizjon haubic 150 mm
      - bateria sztabowa (2 lekkie karabin maszynowe)
      - bateria haubic 150 mm (2) (6 haubic kal. 150 mm, 4 lekkie karabiny maszynowe – w każdej)

    - dywizjon haubic 105 mm (2)
      - bateria sztabowa (2 lekkie karabiny maszynowe)
      - bateria haubic 105 mm (2) (6 haubic kal. 105 mm, 4 lekkie karabiny maszynowe – w każdej)

  - Batalion saperów (426 ludzi)
    - kompania saperów (2) (2 ciężkie karabiny maszynowe, 9 lekkich karabinów maszynowych, 2 moździerze kal. 80 mm, 6 miotaczy ognia – w każdej)

  - Batalion łączności (379 ludzi) (11 lekkich karabinów maszynowych)
    - kompania telefoniczna
    - kompania radio
    - kolumna zaopatrzenia

  - Oddział zaopatrzenia (1051 ludzi)
    - kompania transportowa (120 ton)
    - kompania transportowa (2) (30 ton)
    - pluton zaopatrzenia
    - kompania amunicyjna
    - kompania warsztatowa
    - kompania sanitarna
    - kompania weterynaryjna
    - poczta polowa
    - piekarnia i rzeźnia

  - Batalion zapasowy (925 ludzi)
    - kompania szkolna
    - kompania zapasowa (do 4)

Łącznie dywizja grenadierów ludowych liczyła 11 197 ludzi.